# Stephen King-Hall, Baron King-Hall
William Stephen Richard King-Hall, Baron King-Hall (* 21. Januar 1893; † 2. Juni 1966 in London) war ein britischer Marineoffizier der Royal Navy, Schriftsteller und Politiker, der zwischen 1939 und 1945 Abgeordneter des House of Commons war und 1966 als Life Peer aufgrund des Life Peerages Act 1958 Mitglied des House of Lords wurde.

## Leben

### Ausbildung zum Seeoffizier, Erster Weltkrieg und Nachkriegszeit
King-Hall war ein Sohn des Marineoffiziers George Fowler King-Hall, der 1912 zum Admiral befördert wurde, sowie ein Enkel von William King-Hall, der 1879 ebenfalls Admiral wurde. Auch sein Onkel Herbert Goodenough King-Hall war Offizier der Royal Navy und erhielt 1918 seine Beförderung zum Admiral.
Er selbst absolvierte nach dem Besuch von Schulen in Lausanne, Margate und Osborne auf der Isle of Wight ebenfalls eine Ausbildung zum Seeoffizier am Britannia Royal Naval College (BRNC) in Dartmouth, wo der spätere König Eduard VIII. zu seinen Lehrgangskameraden gehörte.
Nach Abschluss der Ausbildung diente er während des Ersten Weltkrieges von 1914 bis 1917 als Offizier auf dem zur Grand Fleet gehörenden Leichten Kreuzer Southampton, auf dem er unter anderem 1916 an der Skagerrakschlacht teilnahm. 1918 wurde er zu U-Boot-Flottille versetzt und war in der Folgezeit zwischen 1919 und 1920 im Marinestab der Admiralität sowie von 1920 bis 1921 im Royal Naval College eingesetzt.
1921 wurde King-Hall Torpedo-Offizier des zum China-Geschwader gehörenden Leichten Kreuzer Durban und wurde dort 1923 zum Korvettenkapitän (Lieutenant Commander) befördert. Nach einer darauf folgenden Verwendung im Jahr 1924 am Staff College Camberley arbeitete er zwischen 1925 und 1926 als Nachrichtendienst-Offizier bei der Mittelmeerflotte (Mediterranean Fleet) sowie danach von 1927 bis 1928 bei der Atlantikflotte (Atlantic Fleet).
Zuletzt wurde King-Hall 1928 zum Commander befördert und diente bis zu seinem Ausscheiden aus dem aktiven Militärdienst 1929 erneut im Marinestab der Admiralität.

### Schriftsteller, Unterhausabgeordneter und Oberhausmitglied
King-Hall, der 1919 mit dem autobiografischen Werk North Sea Diary, 1914–1918 sein schriftstellerisches Debüt gegeben hatte, verfasste nach seinem Ausscheiden aus dem Militärdienst zahlreiche politisch-historische Sachbücher, aber auch Kinderbücher und Bühnenwerke. 1936 gründete er die King-Hall News, einen wöchentlich erscheinenden Newsletter, und war daneben auch Rundfunkkommentator.
Bei einer Nachwahl (By-election) im Wahlkreis Ormskirk wurde King-Hall als unabhängiger Nationaler am 27. Oktober 1939 zum Abgeordneten in das House of Commons gewählt und gehörte diesem bis zu den Unterhauswahlen vom 5. Juli 1945 an. Sein Nachfolger wurde Harold Wilson, der spätere Vorsitzende der Labour Party und Premierminister von 1964 bis 1970 sowie von 1974 bis 1976.
Während des Zweiten Weltkrieges war er nicht nur Berater der Ministerien für Luftfahrtproduktion (Ministry of Aircraft Produktion) und für Brennstoffe und Energie (Ministry of Fuel and Power), sondern gründete 1944 auch die Hansard-Gesellschaft zur Förderung der parlamentarischen Demokratie, deren Vorsitzender er zwischen 1944 und 1962 war und für die er 1963 als Präsident fungierte.
Zuletzt wurde King-Hall, der 1954 zum Knight Bachelor geschlagen wurde und fortan den Namenszusatz „Sir“ führte, durch ein Letters Patent vom 15. Januar 1966 aufgrund des Life Peerages Act 1958 als Life Peer mit dem Titel Baron King-Hall, of Headley in the County of Hampshire, in den Adelsstand erhoben und gehörte damit bis zu seinem Tod wenige Monate später dem House of Lords als Mitglied an.

## Veröffentlichungen
- North Sea Diary, 1914–1918, 1919[1]
- Western civilisation and the Far East, Methuen, London, 1924
- Imperial defence. A book for taxpayers, Fisher Unwin, London, 1926
- The uncharted sea, Arnold, London, 1926
- The China of today, Woolf, London, 1927
- Posterity, Hogarth Essays, London, 1927
- Letters to Hilary, Ernest Benn, London, 1928
- The romantic adventure, Stanley Paul, London, 1928
- Hilary growing up, Ernest Benn, London, 1929
- The war on sea, Benn's Sixpenny Library, London, 1929
- The Middle Watch, Mitautor Ian Hay, Hodder and Stoughton, London, 1930
- B. J. One. A play in one act, 1930
- Post-war pirate, Methuen, London, 1931
- Britain's chance, New Statesman and Nation, London, 1932
- Bunga-Bunga, Nicholson and Watson, London, 1932
- The Midshipmaid. A naval manoeuvre in three acts, Mitautor Ian Hay, French’s, London, 1932
- Here and there. Broadcast talks for children, Sidgwick and Jackson, London, 1932
- The economist in the witness box, Mitautor N. F. Hall, Nicholson and Watson, London, 1933
- Three plays and a plaything, Nicholson and Watson, London, 1933
- Our own times, 1913-1934. A political and economic survey, Nicholson and Watson, London, 1934
- News for children, Nicholson and Watson, London, 1934
- Admirals all. An amphibious adventure in three acts, Mitautor Ian Hay, French's, London, 1935
- A North Sea diary, 1914–1918, Newnes, London, 1936
- King George V, 1910-1936. The story of a great reign, Evans Brothers, London, 1936
- The Empire yesterday and today, Oxford University Press, London, 1937
- The future of party politics, Nicholson and Watson, London, 1937
- The world since the war, Nelson and Sons, London, 1937
- Thirty days of India. A note book, Herbert Jenkins, London, 1937
- Chatham House. A brief account of the origins, purposes and methods of the Royal Institute of International Affairs, Oxford University Press, London, 1937
- The Crowning of the King and Queen, Evans Brothers, London, 1937
- Tracing history backwards, Mitautor Kenneth Christopher Boswell, Evans Brothers, London, 1937
- Defence-what can I do?, John Murray, London, 1938
- Our own times, 1913-1938, Nicholson and Watson, London, 1938
- History of the war, Hodder and Stoughton, London, 1939
- Total victory, Faber and Faber, London, 1941
- Britain's third chance. A book about post-war problems and the individual, Faber and Faber, London, 1943
- Number 10 Downing Street. A play, National News-Letter, London, 1948
- North American diary, K-H Services, London, 1949
- Off the record. A naval comedy in three acts, Mitautor Ian Hay, Samuel French, London, 1949
- My naval life, 1906-1929, Autobiografie, Faber and Faber, London, 1952
- History in Hansard, 1803-1900. An anthology of wit, wisdom, nonsense and curious observations to be found in the debates of Parliament, Mitautor Ann Dewar, Constable, London, 1952
- The Communist conspiracy, Constable, London, 1953
- German Parliaments. A study of the development of representative institutions in Germany, Hansard Society, London, 1954
- Letters from Africa, Geoffrey Bles, London, 1957
- Defence in the nuclear age, Victor Gollancz, London, 1958
- Men of destiny, or the moment of no return, K-H Services, London, 1960
- Our times, 1900-1960, Faber and Faber, London, 1961
- Power politics in the nuclear age. A policy for Britain, Victor Gollancz, London, 1962
- Three dictators. Mussolini, Hitler, Stalin, Faber and Faber, London, 1964

### Leben
- Stephen King-Hall, Baron King-Hall bei IMDb
- Stephen King-Hall, Baron King-Hall im Hansard (englisch)
- Eintrag in Cracroft’s Peerage
- Eintrag in Leigh Rayment Peerage
- William Stephen King-Hall, Baron King-Hall auf thepeerage.com, abgerufen am 12. September 2016.
- The papers of Baron King-Hall of Headley in Janus
- Zeitungsartikel über Stephen King-Hall, Baron King-Hall in den Historischen Pressearchiven der ZBW

### Veröffentlichungen
- The papers of Baron King-Hall of Headley in Janus
- Veröffentlichungsnachweis in Goodreads
- Eintrag in der Science Fiction and Fantasy Encyclopedia
- Eintrag in Library Thing
- Veröffentlichungsnachweis in der Open Library